# Сен-Жорж (Квебек)
Сен-Жорж или Сент-Джорж (фр. Saint-Georges) — город в провинции Квебек, Канада, расположенный в административной области Шодьер — Аппалачи. Город расположен на берегах реки Шодьер в ста километрах к югу от города Квебек и около 50 км от границы с штатом Мэн. Его история восходит к французским усадьбам Обер-Галлион и Обен-де-Лиль. Сен-Жорж принимал Квебекские игры в 1974 году.
Сейчас город является важным промышленным и торговым центром на юге Квебека.

## Экономика
Несмотря на сравнительно небольшой размер, Сен-Жорж часто считается столицей региона Бос, потому что это самый крупный город в регионе. Сен-Жорж является важным центром производства, включая текстиль, стальные изделия, гаражные ворота, велосипеды и грузовые прицепы. Город имеет широкий спектр местных и национальных розничных торговцев и ресторанов, а также множество услуг, включая финансовые учреждения, школы различного уровня, медицинские клиники, больницы и ряд других учреждений, которые не встречаются в других населённых пунктах региона. Торговый центр Сен-Жоржа является крупнейшим торговым центром в городе и в регионе.
Сен-Жорж является штаб-квартирой междугородной автобусной компании Autocars La Chaudière, которая обеспечивает автобусным сообщением регион. В городе также есть региональный аэропорт.